# Reject All American
Reject All American – ostatni album studyjny żeńskiego zespołu punkowego Bikini Kill, wydany 5 kwietnia 1996 roku w niezależnej wytwórni muzycznej Kill Rock Stars. Album zdobył pozytywne recenzje krytyków muzycznych.

## Lista utworów
Wszystkie utwory napisane i skomponowane przez Kathleen Hannę.
1. "Statement of Vindication" - 1:11
2. "Capri Pants" - 1:40
3. "Jet Ski" - 2:34
4. "Distinct Complicity" - 2:29
5. "False Start" - 3:12
6. "R.I.P." - 3:37
7. "No Backrub" - 1:52
8. "Bloody Ice Cream" - 1:25
9. "For Only" - 2:25
10. "Tony Randall" - 2:23
11. "Reject All American" - 2:30
12. "Finale" - 1:33

## Wykonawcy
- Kathleen Hanna - śpiew
- Billy Karren - gitara
- Kathi Wilcox - gitara basowa
- Tobi Vail - perkusja